# Probo de Bizâncio
Probo era filho e irmão de bispos de Bizâncio. Ele serviu depois de seu pai, Domécio e antes de seu irmão, Metrófanes. Ele serviu por doze anos. Parte de seu episcopado coincide com o de seu irmão.